# La Serratella
|  | Aquest article tracta sobre el municipi valencià. Per l'estadi de futbol d'Onda vegeu Estadi La Serratella. |

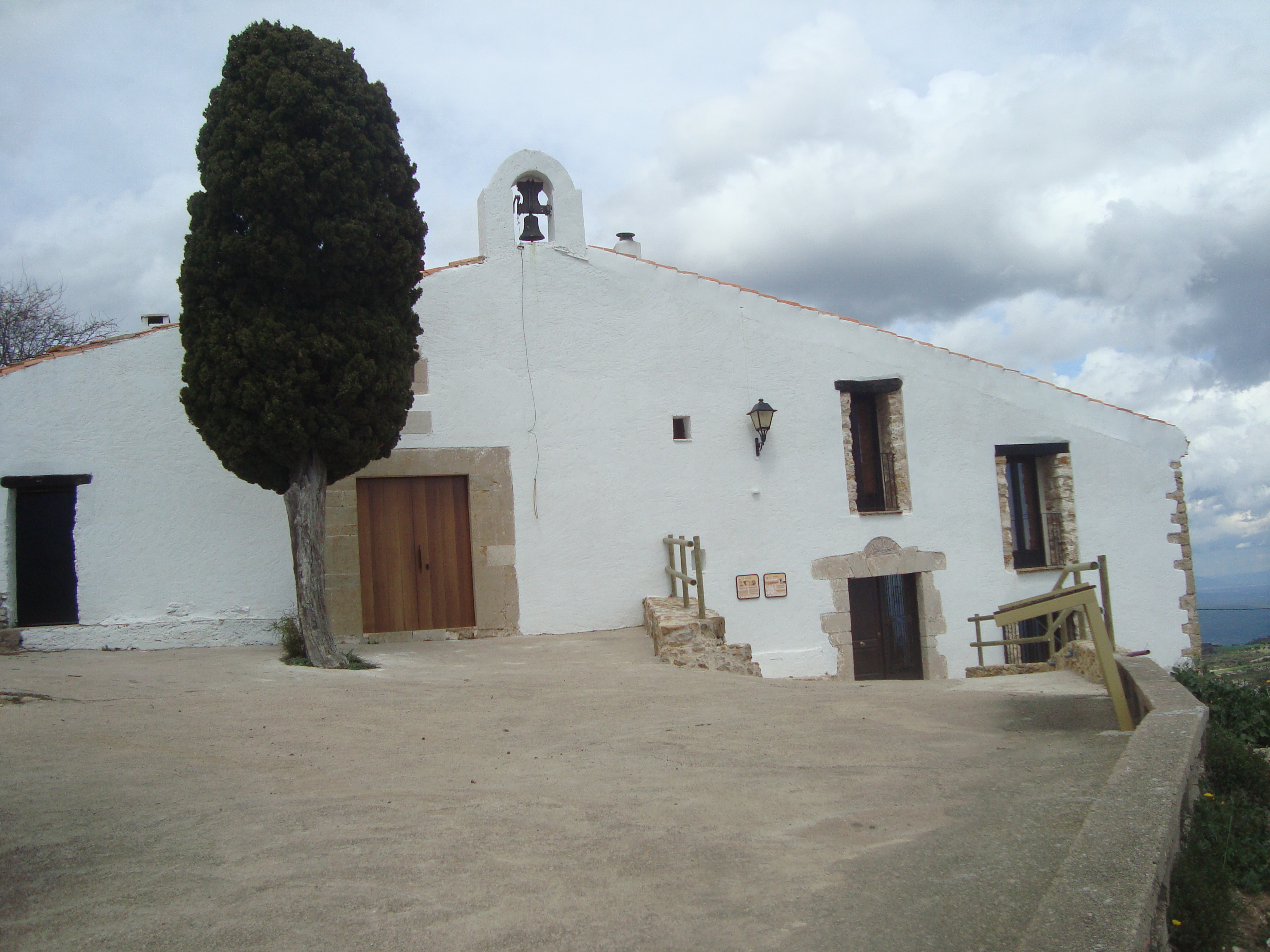
Ermita de Sant Joan de Nepomucè (La Serratella)

La Serratella és un municipi del País Valencià a la comarca de l'Alt Maestrat. Limita amb les Coves de Vinromà, la Serra d'en Galceran i Albocàsser.
L'1 de gener de 2023 el municipi va passar de pertànyer a la comarca de la Plana Alta a pertànyer a la comarca de l'Alt Maestrat, amb l'entrada en vigor el nou mapa de comarques del País Valencià, elaborat per l'Institut Cartogràfic Valencià i aprovat el 29 de desembre de 2022 per la Generalitat.

## Geografia
La seua economia està basada tradicionalment en l'agricultura de secà, amb predomini del cultiu de l'olivera i l'ametler, i en la ramaderia.
El terme municipal es troba en un terreny molt esquerp dintre de la Serra d'en Galceran, on la màxima altura és el Tossal de la Toiola (939 msnm), abunden les fonts (del Camí, de la Figuera, del Rotador, etc.) i hi ha diverses neveres antigues. La vegetació predominant de l'entorn són les alzines i els matollars propis de la muntanya baixa, abundant les plantes aromàtiques: romaní, farigola i espígol. El clima és mediterrani, per la influència de la seua proximitat a la mar; però amb hiverns freds.

## Història
Històricament va formar part de la nomenada batlia de Coves de Vinromà; amb ella fou senyoriu de Balasc d'Alagon entre 1235 i la seua mort el 1242; després passà a l'orde de Calatrava i l'any 1245 a Artal IV d'Alagón; en 1294 s'incorporà a l'orde del Temple; en 1319 passà al senyoriu de Montesa, en el qual es va mantenir fins al segle passat. En el segle xiii es deia "Serra de Bierach"; en 1646 tenia uns 100 habitants i en 1900 abastà el seu màxim de població amb 700 persones; nogensmenys, durant el segle xx la seua demografia ha anat sempre en descens.

## Festes i tradicions
- - Dilluns de Pasqua: el dilluns de pasqua, el veïnat de la Serratella celebra la romeria a l'ermita Sant Joan de Nepomucé. A les nou del matí, els romers inicien la ruta des de l'església de Sant Miquel en direcció a Albocàsser pel camí de les Deveses cap a la Masia de les Calçades entonant el O vere manantiales. El recorregut fins a arribar a l'ermita és d'uns 40-50 minuts aproximadament. L'edifici es troba en el punt més alt (969 msnm) i des d'allà s'ataülla tot el terme, les poblacions veïnes, la costa i fins i tot les Illes Columbretes. Segons la tradició, a l'ermita s'esmorza la mona de pasqua (o bé un entrepà). A continuació té lloc la missa en honor de Sant Joan i al final es repartix el rotllo, fet pel veïnat del poble, a tots els romers i es torna cap a la Serratella fins a arribar a l'església de Sant Miquel, on s'acaba l'acte. També és tradició tocar la campana quan s'aplega a l'ermita.
  - Les festes patronals: el primer cap de setmana d'agost se celebren les festes patronals de la localitat en honor de Sant Miquel. Durant nou dies (des del primer dissabte fins al segon diumenge), el veïnat de la Serratella fruïx de tot tipus d'actes destinats a un públic variat: des dels més menuts als més majors, ja que en eixa setmana la població es multiplica per tres. Les festes es componen d'actes taurins com els bous per la vila, orquestres, jocs per als més menuts, sopars de pa i porta, tornejos de guinyot i parxís, cinema... Les festes són organitzades per l'associació cultural i taurina Comissió de Festes de la Serratella amb la col·laboració de l'Ajuntament de la Serratella i diferents associacions com ara les Dones de la Serratella, el Club de caçadors o l'Associació de la tercera edat Sant Miquel.

## Llocs d'interés

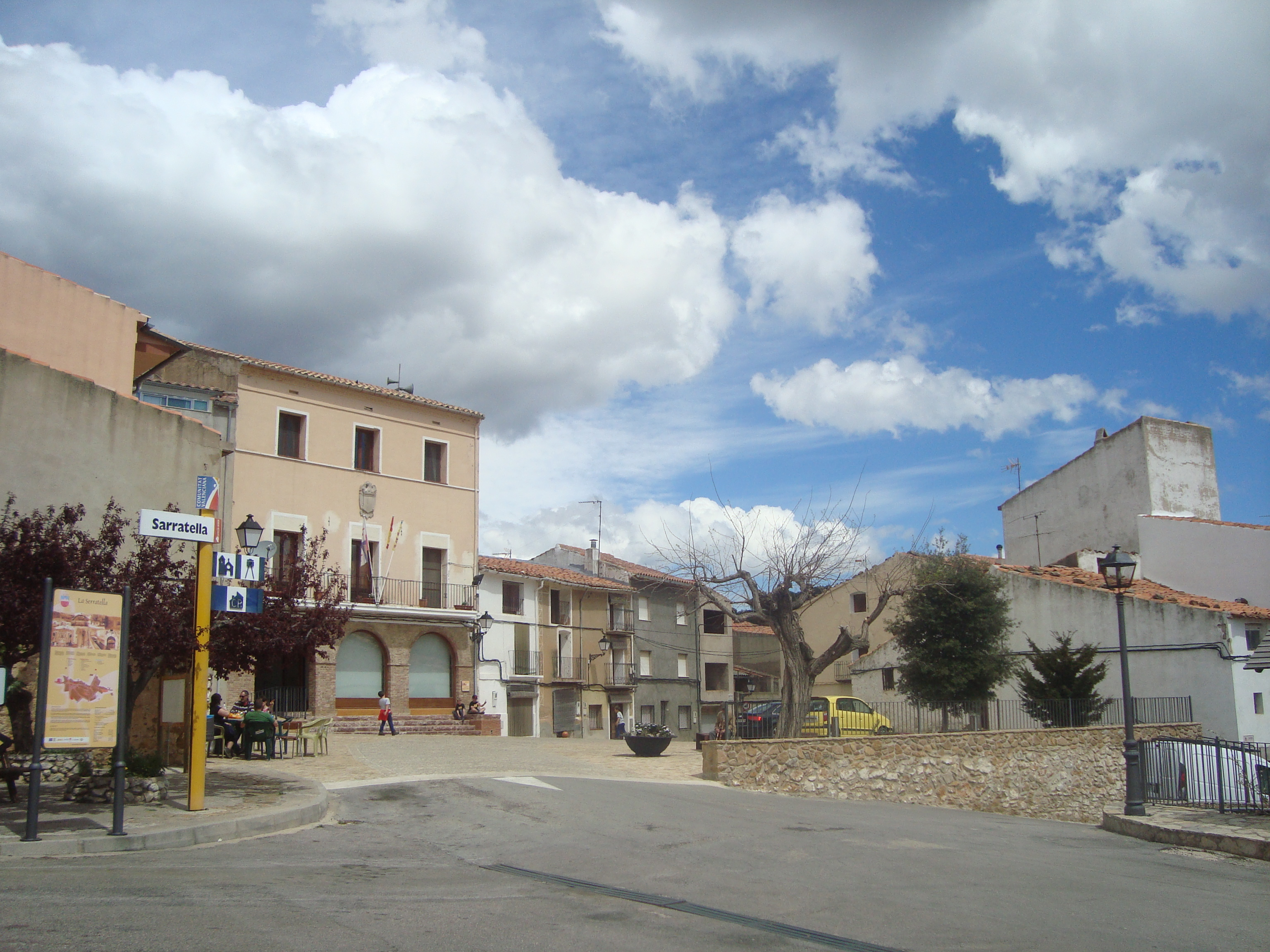
La Serratella

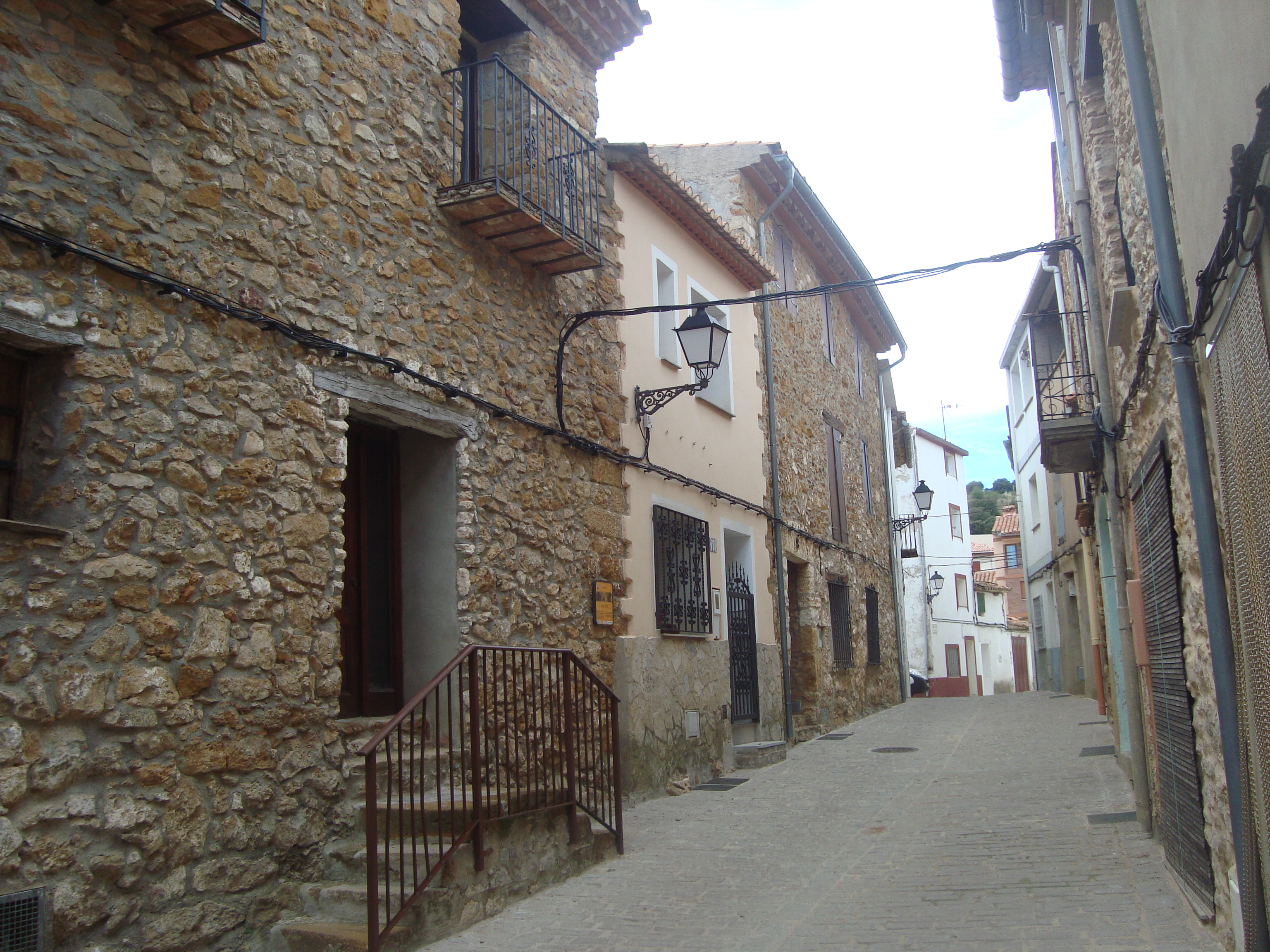
Carrer de la Nevera

Destaquen l'Església de Sant Miquel, d'estil neoclàssic (segles xviii-XIX), l'Ermita de Sant Joan Nepomucè (segle xviii), la Creu d'Entrada i Ajuntament. A uns 2 quilòmetres al nord-oest està el Regall, la Font del Rotadó i la Font de la Figuera, de la qual s'abastix el poble. Són interessants també els voltants de l'Ermita de Sant Joan, des d'on es veu el mar, la costa amb els seus pobles i les illes Columbretes d'una banda, i per l'altre Culla, Ares del Maestrat i Albocàsser. També existixen restes d'antics pous de neu.

## Demografia
| 1990 | 1992 | 1994 | 1996 | 1998 | 2000 | 2002 | 2004 | 2006 | 2008 | 2010 |
| ---- | ---- | ---- | ---- | ---- | ---- | ---- | ---- | ---- | ---- | ---- |
| 123  | 108  | 111  | 109  | 96   | 87   | 94   | 91   | 93   | 88   | 102  |

## Alcaldia
Des de 2011 l'alcalde de la Serratella és Alfonso Arin Mestre del Partit Popular (PP).
| Període                       | Alcalde o alcaldessa    | Partit polític | Data de possessió | Observacions |
| ----------------------------- | ----------------------- | -------------- | ----------------- | ------------ |
| 1979–1983                     | José Sales Beltrán      | UCD            | 19/04/1979        | --           |
| 1983–1987                     | José Sales Beltrán      | AP-PDP-UL-UV   | 28/05/1983        | --           |
| 1987–1991                     | José Sales Beltrán      | AP             | 30/06/1987        | --           |
| 1991–1995                     | José Sales Beltrán      | PP             | 15/06/1991        | --           |
| 1995–1999                     | José Sales Beltrán      | PP             | 17/06/1995        | --           |
| 1999–2003                     | Juan Francisco Beltrán  | PP             | 03/07/1999        | --           |
| 2003–2007                     | Agustín Beltrán Monfort | PP             | 14/06/2003        | --           |
| 2007–2011                     | José Barreda Climent    | PP             | 16/06/2007        | --           |
| 2011–2015                     | Alfonso Arín Mestre     | PP             | 11/06/2011        | --           |
| 2015–2019                     | Alfonso Arín Mestre     | PP             | 13/06/2015        | --           |
| 2019-2023                     | Alfonso Arín Mestre     | PP             | 15/06/2019        | --           |
| Des de 2023                   | Itziar Lafita Balaguer  | PSPV-PSOE      | 17/06/2023        | --           |
| Fonts: Generalitat Valenciana |                         |                |                   |              |

## Gastronomia
Són típics de la Serratella la paella, les pilotes, l'olla, el tombet, les carns i embotits tendres de matança a la brasa, les xulles de corder, el pernil, el formatges i els embotits curats.